# Détachement d’Occupation des Chemins de fer Français

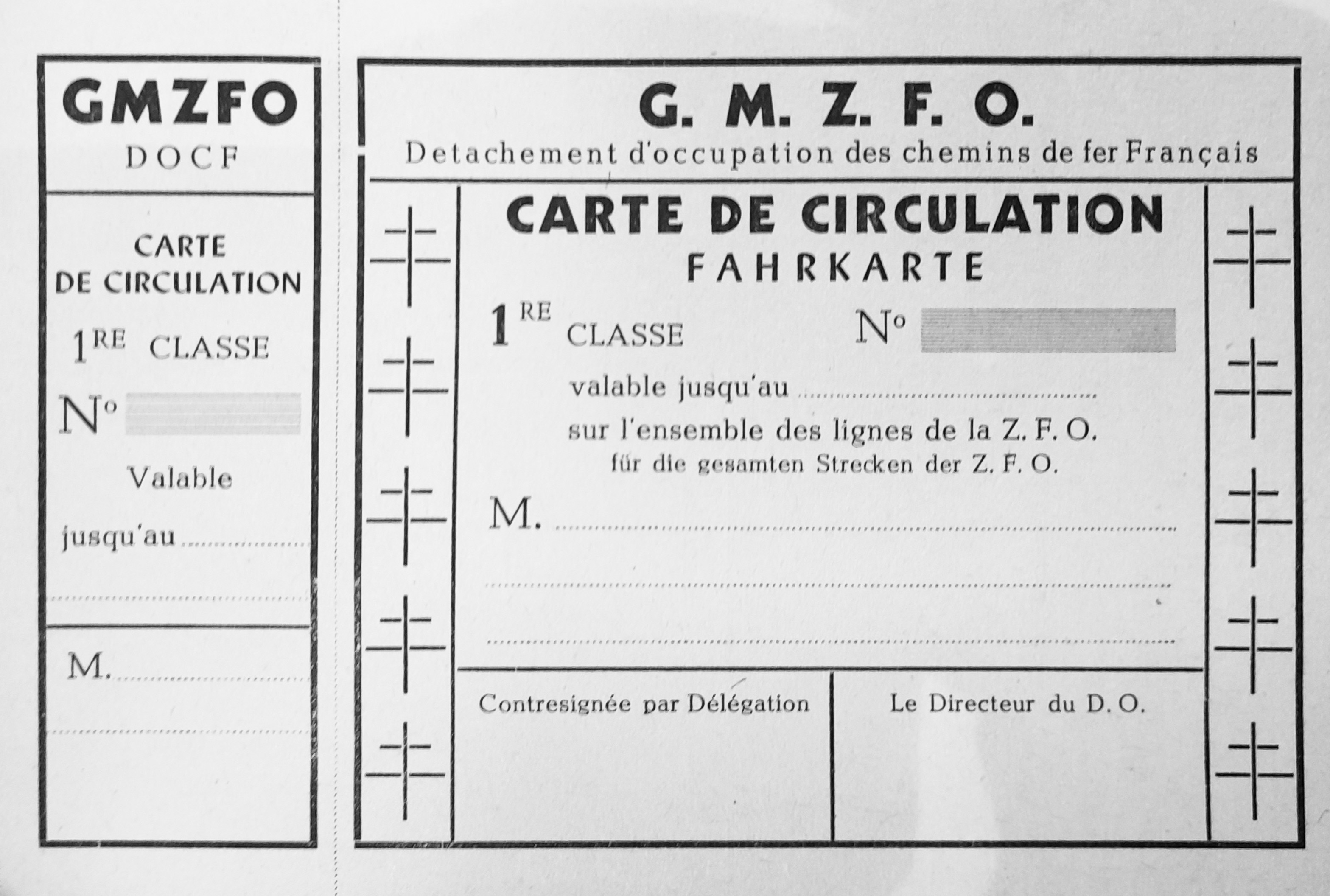
Freifahrschein der DOCF (Vorderseite)

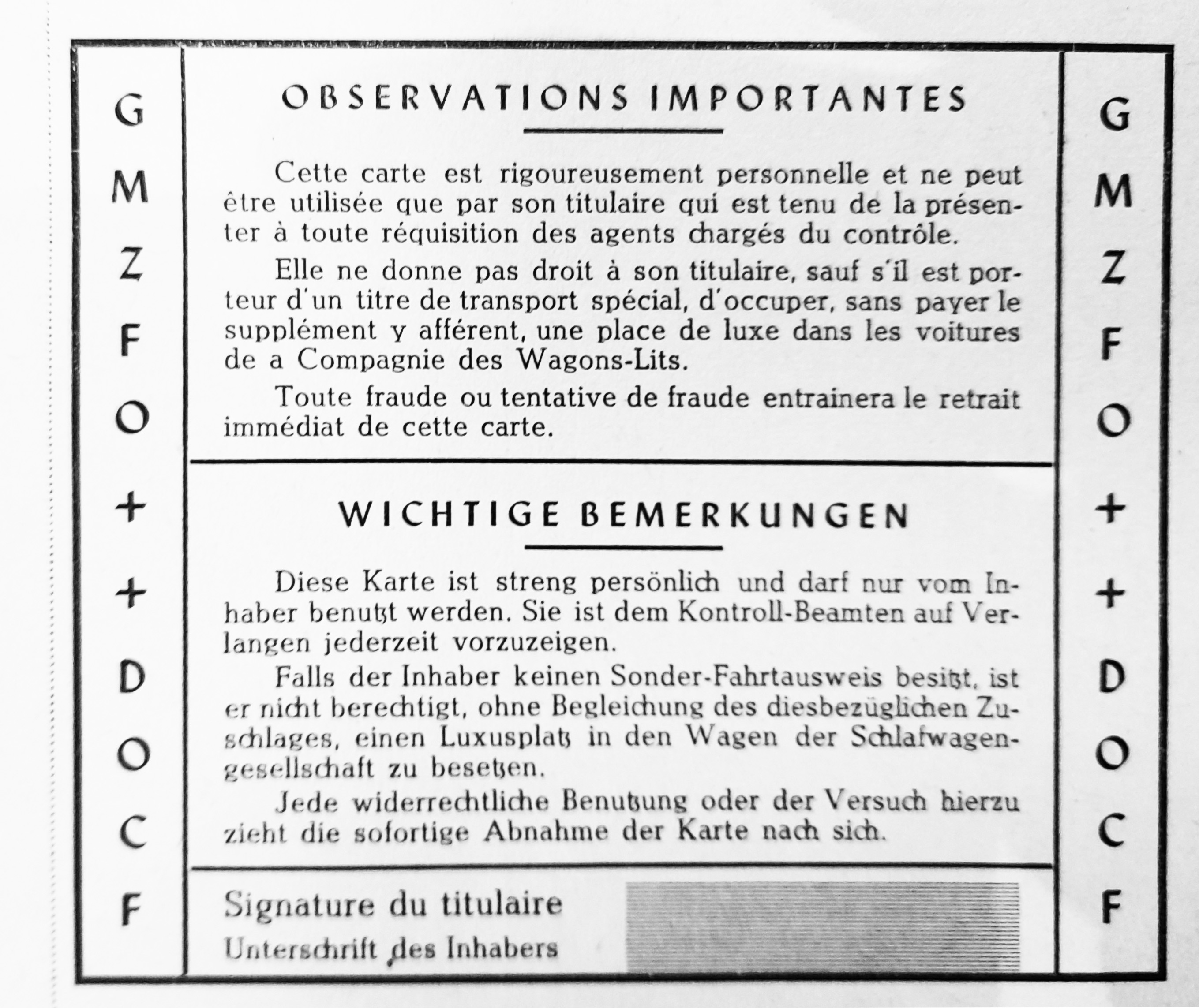
Freifahrschein der DOCF (Rückseite)

Das Détachement d’Occupation des Chemins de fer Français (DOCF) war die Eisenbahnaufsichtsbehörde der Französischen Besatzungszone nach dem Ende des Zweiten Weltkriegs.

## Gründung
Das DOCF wurde zum 1. August 1945 mit Dienstsitz in Speyer eingerichtet. Es übernahm die Eisenbahnaufsicht vom amerikanischen Militär, das am Ende des Krieges zunächst auch die Gebiete des Deutschen Reichs militärisch besetzt hatte, aus denen dann am 28. Juli 1945 die Französische Besatzungszone gebildet wurde. Im Bereich der Reichsbahndirektion Mainz geschah das am 15. August 1945.

## Organisation
Das DOCF bestand aus französischen Eisenbahnfachleuten. Präsident war der französische Oberstleutnant Maillot. Dem DOCF waren die drei Reichsbahndirektionen Karlsruhe, Mainz und Saarbrücken (ab 1947: Trier) zugeordnet. Die neuen Bezeichnungen lauteten „Eisenbahndirektion“ und ihre Grenzen wurde der französischen Besatzungszone angepasst.
Sowohl in den Eisenbahndirektionen als auch in den mittleren Dienststellen saßen Mitarbeiter des DOCF, um die deutschen Eisenbahner zu beaufsichtigen. Dabei wurden die drei Direktionsbezirke 1945 zunächst je wie eine eigenständige Eisenbahnverwaltung behandelt.

## Ablösung
Im Laufe des Herbstes 1945 hielt die französische Besatzungsmacht eine gemeinsame Spitze für die drei Direktionen in ihrem Hoheitsbereich für erforderlich. Ab dem 17. Dezember 1945 wurde in Speyer damit begonnen, eine Oberdirektion der Deutschen Eisenbahnen der französisch besetzten Zone (ODE) einzurichten. Das Projekt scheiterte allerdings im Frühjahr 1946 und der Chef des DOCF erließ am 13. Juni 1946 eine Anordnung, mit der die Leitung der Eisenbahn neu geregelt wurde: Der Chef des DOCF nahm die Leitung der Bahn selbst in die Hand, aus der Aufsichtsbehörde wurde so selbst eine „Oberdirektion“. Der Chef des DOCF wurde dabei von dem neu geschaffenen Verbindungsamt der deutschen Eisenbahnen der französisch besetzten Zone (VADE) beraten. In der Praxis war es allerdings so, dass das VADE zunehmend mit den Aufgaben einer „Oberdirektion“ betraut wurde.
Als zum 1. Juli 1947 die Betriebsvereinigung der Südwestdeutschen Eisenbahnen (SWDE) als gemeinsame Eisenbahnverwaltung der drei mittlerweile in der französischen Zone entstandenen Länder gegründet wurde – Dienstsitz war wieder Speyer – entfiel die Aufgabe des DOCF sowohl als Eisenbahnaufsicht (diese lag nun bei den Ländern) als auch als „Oberdirektion“. Letztere Funktion wurde nun von einer Generaldirektion ausgeübt.